# الضاربة (حبيش)

تعديل مصدري - تعديل

الضاربة محلة تابعة لقرية الضبب، التابعة لعزلة قحزة بمديرية حبيش إحدى مديريات محافظة إب في الجمهورية اليمنية، بلغ تعداد سكانها 128 حسب تعداد اليمن لعام 2004.